# Leniwa Obra
Die Leniwa Obra (deutsch Faule Obra, polnisch auch Gniła Obra) ist ein kurzer, sumpfiger Fluss im Westen Polens.
Sie ist ein rechter Zufluss der Obrzyca, floss jedoch ursprünglich direkt in die Oder, bevor diese reguliert wurde. Die Leniwa Obra entspringt nordwestlich von Brójce (Brätz, Gemeinde Trzciel), fließt dann in südlicher Richtung an Babimost vorbei, durchfließt den Jezioro Wojnowskie und mündet bei Smolno Wielkie (Groß Schmöllen, Gemeinde Kargowa) in die Obrzyca.